# Галантная беседа
«Гала́нтная бесе́да» или «Гала́нтный разгово́р» (нидерл. Galante conversatie) — картина голландского художника Герарда Терборха (тер Борха), созданная около 1654 года (холст, масло, размер 71 × 73 см). Входит в коллекцию живописи Рейксмюсеума (Амстердам), инвентарный номер SK-A-404. Авторское повторение картины, вероятно, написанное в том же 1654 году, по крайней мере, не позднее 1655 года, находится в Берлинской картинной галерее. Эта версия несколько меньше — её размеры 71,4 × 62,1 см (с учётом рамы 85,6 × 76 × 10 см, инвентарный номер 791) — и отличается некоторыми деталями от картины из Рейксмюсеума. Обе картины, начиная с середины XVIII века, получили название «Отцо́вское наставле́ние» (фр. Instruction Paternelle, нидерл. De vaderlijke vermaning, нем. Die väterliche Ermahnung).
«Галантная беседа», возможно, одно из самых обсуждаемых произведений Терборха, содержание которого до настоящего времени неясно и является предметом дискуссий. Обе версии получили название «Отеческое наставление» по гравюре с авторского повторения картины, исполненной И. Г. Вилле в 1765 году, под этим наименованием она описана И. В. Гёте в романе «Избирательное сродство» (1809), где герои представляют сцену с полотна Терборха в «живых картинах». Благодаря Гёте закрепилось истолкование ситуации, представленной на картине, как семейного разговора: отец даёт поучение дочери, между ними сидит мать семейства. В конце XIX века некоторые исследователи сомневались в верности подобной интерпретации произведения Терборха. К середине XX века эта версия уже не принималась во внимание исследователями. Специалисты выдвигают различные объяснения значения представленного на полотне действия: это либо разговор между дамой и её возлюбленным (женихом), либо сцена в публичном доме или даже всего лишь демонстрация мастерства художника в изображении атласных тканей — в этом умении Терборху не было равных среди современников. Сам автор повторил центральную женскую фигуру из «Галантной беседы» ещё как минимум в шести своих полотнах.

## Сюжет
Посреди комнаты спиной к зрителю стоит светловолосая молодая женщина. Она одета в изысканное серо-голубое, отливающее серебром, атласное или сатиновое платье (некоторые авторы считают цвет платья белым или даже, что оно «цвета устрицы») с чёрным воротником. Блестящая ткань с искусно выписанными складками на тёмном фоне сразу же привлекает внимание зрителя к фигуре девушки как к центру композиции. Справа от неё сидят двое. Мужчина-военный в колете из кожи цвета охры, рукава его дублета обшиты серебряным галуном. Он в серо-лиловых штанах, отделанных светло-фиолетовыми и тёмно-розовыми лентами. На коленях кавалера лежит шляпа с плюмажем из жёлтых и голубых перьев — это цвета провинции Оверэйссел (с двумя городами этой провинции — Девентером и Зволле — связаны жизнь и творчество художника). Он сидит, положив ногу на ногу, и как будто обращается к молодой женщине — об этом свидетельствуют его приподнятая рука и слегка приоткрытые губы. Женщина, сидящая рядом с мужчиной, — блондинка в чёрном платье и такого же цвета чепце. Она отпивает из бокала вино, её взор устремлён вниз, и она, по-видимому, не следит за беседой. Слева от девушки стоит стол, покрытый красной скатертью. На нём свеча, зеркало, пуховка, расчёски и лента, свисающая с края стола. Обстановка простая, но в то же время с отпечатком элегантности. За креслом кавалера видна неряшливая собака, а в глубине комнаты стоит большая кровать. 
Мотив женщины в атласном платье, стоящей спиной, был воспроизведён художником в его работах частично или полностью не менее двадцати четырёх раз, что свидетельствует о его необычайной популярности у заказчиков. Терборх снискал широкую известность весьма реалистичной передачей богатых тканей. Он до такой степени преуспел в изображении мерцающих атласных платьев, что его жанровые картины из жизни богатых нидерландских буржуа стали называться «satijntjes» («кусочки атласа»). «Галантная беседа» — один из ярких примеров решения Терборхом проблемы передачи светотеневых эффектов. Свет здесь направлен сверху вниз слева направо. На спинку стула, обитого красным бархатом, падает тень от мужского замшевого колета, тень на самом колете художник изображает более светлой по краю, показывая рефлекс — результат отражения света. На спинке стула тень имеет более чёткие границы, чем тень на одежде персонажа. Таким образом Терборх достигает иллюзии трёхмерности изображения. Однако он работает не только в диапазоне тени и света, его тени меняют и цвет: на одежде мужчины в затенённой её части появляются оттенки красного, так как свет отражается от красного бархата.
Картина из Рейксмюсеума — ранний вариант, Стурла Гудлаугссон отмечает, что в пользу этого свидетельствуют pentimenti (то есть переделки) изображений стула (изначально имевшего больший наклон) и головы молодой дамы. Предметы с этой картины появляются на полотнах более позднего периода. Авторская копия из Берлина меньше в ширину почти на 10 см. Она выполнена не позднее 1655 года, так как известна датированная этим годом копия ученика Терборха К. Нетшера (Гота, Замковый музей) именно этого варианта. Здесь отсутствует изображение собаки, композиция стала плотнее, но, по мнению Гудлаугссона, производит не такое сильное впечатление, как первая версия. Наоборот, Карлхайнц Людекинг считает в композиционном отношении берлинскую картину более удачной. Именно этот вариант гравировал И. Г. Вилле в 1765 году.

## Провенанс
Картина из Рейксмюсеума находилась в собрании Виллема Лормье (Гаага, 1752), она была продана 4 июня 1763 года. Следующий владелец: А. Л. ван Хетерен Геверс (Гаага — Роттердам), из его коллекции картина была продана в Рейксмюсеум в 1809 году. Берлинский вариант происходит из парижской части собрания князя Джустиниани, в 1815 году картина была приобретена для Королевской галереи (Берлин). В 1931 году она поступила в Музей кайзера Фридриха (присвоен инв. номер 791), в 1956 году — в Государственные музеи (Берлин-Далем). По состоянию на 1960 год берлинская версия была в лучшей сохранности, красочный слой полотна из Рейксмюсеума имел потёртости.

## Интерпретации

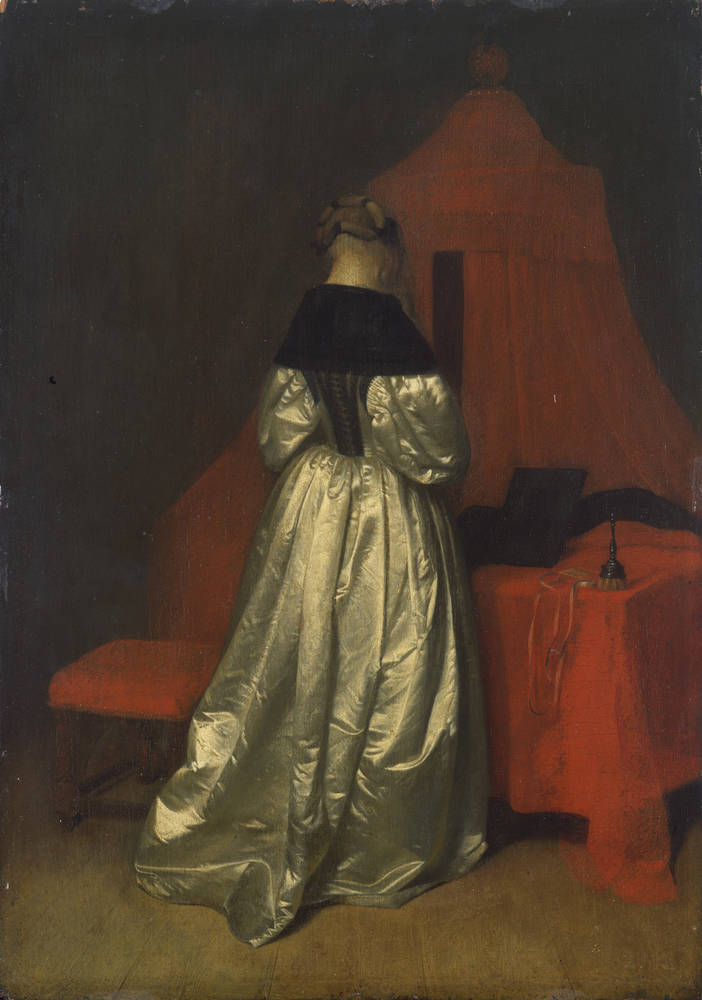
Герард Терборх. Дама в своей комнате. Ок. 1655. Галерея старых мастеров. Дрезден

Для третьей картины остановились на так называемом «Отеческом наставлении» Тербурга», — а кто не знает этой вещи по великолепной гравюре нашего Вилле? Вот, положив ногу на ногу, сидит благородный рыцарственный отец и, по-видимому, старается усовестить дочь, стоящую перед ним. Её великолепная фигура в белом атласном платье с пышными складками видна только сзади, но по всему заметно, что она сдерживает волнение. Увещание отца явно не носит грубого или обидного характера, о чём можно судить по его лицу и позе; что же до матери, то она как будто даже пытается скрыть лёгкое смущение, глядя в стакан с вином, которое собирается пригубить.
Французская гравюра на меди, исполненная с картины Терборха (точнее, с её повторения) И. Г. Вилле в 1765 году, носит название «Отеческое наставление» (фр. Instruction Paternelle). Под этим наименованием и экспонировалась берлинская версия. Сам Терборх не дал картине названия. Уже в 1875 году немецкий искусствовед Карл фон Лемке усомнился, что здесь представлен разговор отца и дочери. Впоследствии Рихард Мутер счёл военного гостем, пытающимся произвести «впечатление на сердце молодой вдовы» (нем. Eindruck auf das Herz einer jungen Witwe), что уже недалеко от трактовки изображённого как «сцены в борделе». Тем не менее до середины XX века предполагалось, что это всё же семейная сцена: отец делает выговор дочери, а мать терпеливо слушает, потягивая вино из бокала. Более поздние толкования сюжета были сосредоточены на взаимодействии между мужчиной и девушкой как потенциальными любовниками. Мужчина слишком молод для того, чтобы быть отцом одной и мужем другой женщины, двусмысленность добавляет и то, что он военный.
В настоящее время исследователи по-разному интерпретируют сцену. Высказываются следующие версии: на картине представлен разговор между двумя потенциальными любовниками, или обсуждение помолвки, или сговор клиента и проститутки в публичном доме. Эта картина привлекла внимание Гёте, который, увидев гравюру с неё (оригинал находился в Париже в коллекции Джустиниани, но Гёте мог видеть живописную копию Нетшера, которая в то время была в Готе), описал её в романе «Избирательное сродство» (Die Wahlverwandtschaften; 1809). Герои романа воссоздают композицию во время одной из «театрализованных» постановок в виде «живых картин». По Гёте девушка является дочерью мужчины, а дама между ними — её мать. В то же время филолог М. Кнерцер полагает, что Гёте знал о двусмысленности сюжета и даёт понять читателю, что сцена не так невинна, как кажется на первый взгляд. Литературовед Г. Бруде-Фирнау (нем. Gisela Brude-Firnau) считает, что выбор тем для живых картин в романе неслучаен: каждая из трёх отсылает к событиям, происходившим в Германии в начале XIX века. По мнению исследовательницы, в образе молодой девушки у Гёте представлена Каролина, дочь Карла Августа, герцога Саксен-Веймар-Эйзенахского.
В каталоге берлинского Королевского музея, напечатанном к его открытию (1830), второй вариант картины (происходивший из частной парижской коллекции) значится под номером 278. Согласно описанию в каталоге, эта сцена представляет семейный разговор: офицер делает замечание своей «застенчивой» (нем. verschämt) дочери, в то время как мать девушки отпивает вино из бокала.
До сих пор одна из самых обсуждаемых тем в связи с «Галантной беседой» — это попытки разгадать, что же на самом деле изобразил Терборх. По версии, вызывающей наибольшее количество дискуссий, — это сцена в борделе высшего класса. Искусствоведы, придерживающиеся этой гипотезы, находят в картине эротический подтекст и связывают полотно со сложившейся в нидерландской живописи традицией изображения сцен в публичном доме. Эту точку зрения как будто подкрепляет натюрморт на столе: зеркало, пуховка и гребни символизируют женское тщеславие, а свеча — легко воспламеняющуюся любовь. Долю интимности вносит и наличие в комнате кровати.
На выставке, проходившей в 2019—2020 годах, было представлено пять картин Терборха и его мастерской, объединённых центральной фигурой из «Галантной беседы»/«Отеческого наставления». На основе их анализа Карлхайнц Людекинг приходит к выводу, что изображение девушки, окружённое сиянием атласной ткани до такой степени, что тело растворяется в нём, притягивает взгляд зрителя, может быть связано с «фетишистской одержимостью». Он приводит в подтверждение своей гипотезы одно обстоятельство: на трёх картинах, исполненных художником собственноручно (а также на гравюре Вилле), с края стола свисает лента. Якоб Буркхардт считал её «странным ремнём». Людекинг даёт объяснение этой детали, исходя из фигур, которые она образует: петля в форме овала и вертикальная полоса. Как считает Людекинг, эти фигуры символизируют разницу между полами, при этом искусствовед отмечает, что в специальной литературе значение «переплетённой ленты» с картины Терборха не рассматривается.
По мнению же искусствоведа Элисон Кеттеринг (1993), на картине Терборха представлена сцена ухаживания, в её основе петраркизм, течение, популярное в европейской культуре XVII века. Версия Кеттеринг предусматривает активную роль зрителя в интерпретации содержания и учитывает социокультурные связи эпохи. По третьей гипотезе, картина всего лишь образец для демонстрации умения художника изображать ткани и особенно атлас — уже современники считали Терборха мастером передачи тончайших живописных нюансов материала. Особенной виртуозности он достигает в 1650-х годах, при этом не сохранились его подготовительные эскизы атласных тканей, видимо, художник изучал их в жизни и внимательно переносил на холст. В то же время известны его картины, где разные модели представлены в одном и том же платье. Таким образом, главным в композиции является атласное платье, и в этом случае практически не принимаются во внимание иконография и контекст картины, значение её образов.
Как отмечает А. Майкапар, Гёте был введён в заблуждение гравюрой, приняв сцену за разговор отца с дочерью. Несмотря на то, что её голова опущена, это движение не походит на смирение. Кавалер же по возрасту не может исполнять роль отца. Как предполагает Майкапар, девушка держит в руках нотный лист, и тогда сцена представляется по-другому: она поёт, а мужчина дирижирует. Таким образом присутствие женщины, явно пьющей из бокала вино, уже не выглядит таким странным, как если бы это была семейная сцена. Она, по мнению Майкапара, более подходит не на роль матери, а является хозяйкой борделя. На гравюре XVIII века, исполненной с картины, нет собаки — в системе символических подсказок, которыми наполнены произведения «малых голландцев», собака означает плотское желание, а вино — страсть. Наличие этих двух второстепенных элементов указывает, что место действия — дом свиданий.
Тем не менее Терборх настолько деликатен, не раскрывая чувства и желания своих персонажей, пряча выражения их лиц, настолько избегает однозначности, поучения, определённости, что «картине не подошло бы грубое имя „У сводни“», сцена напрочь лишена обычного для такого сюжета разгула страстей. Детали картины настолько парадоксальны, как будто Терборх предоставил самому зрителю право решать, какая из жизненных ситуаций представлена здесь. Двусмысленность и новизна обстоятельств спровоцирована художником, который свёл вместе столь различные типы. Их действия (и бездействие) не дают готового решения. Девушка явно не покорная проститутка или опытная соблазнительница, каких можно встретить у ван Бабюрена и ван Хонтхорста, она не персонаж пирующих компаний, изображения которых были столь распространены в 1620—1630-х годах. Это, скорее, дама или девушка, занятая чтением письма или пишущая, сидя за туалетным столиком, послание, подобно героине картины Питера Кодде. Мужчина же по типажу более всего близок к солдатам в сценках из военной жизни, которые часто писал Терборх в ранний период своего творчества.

### Девушка

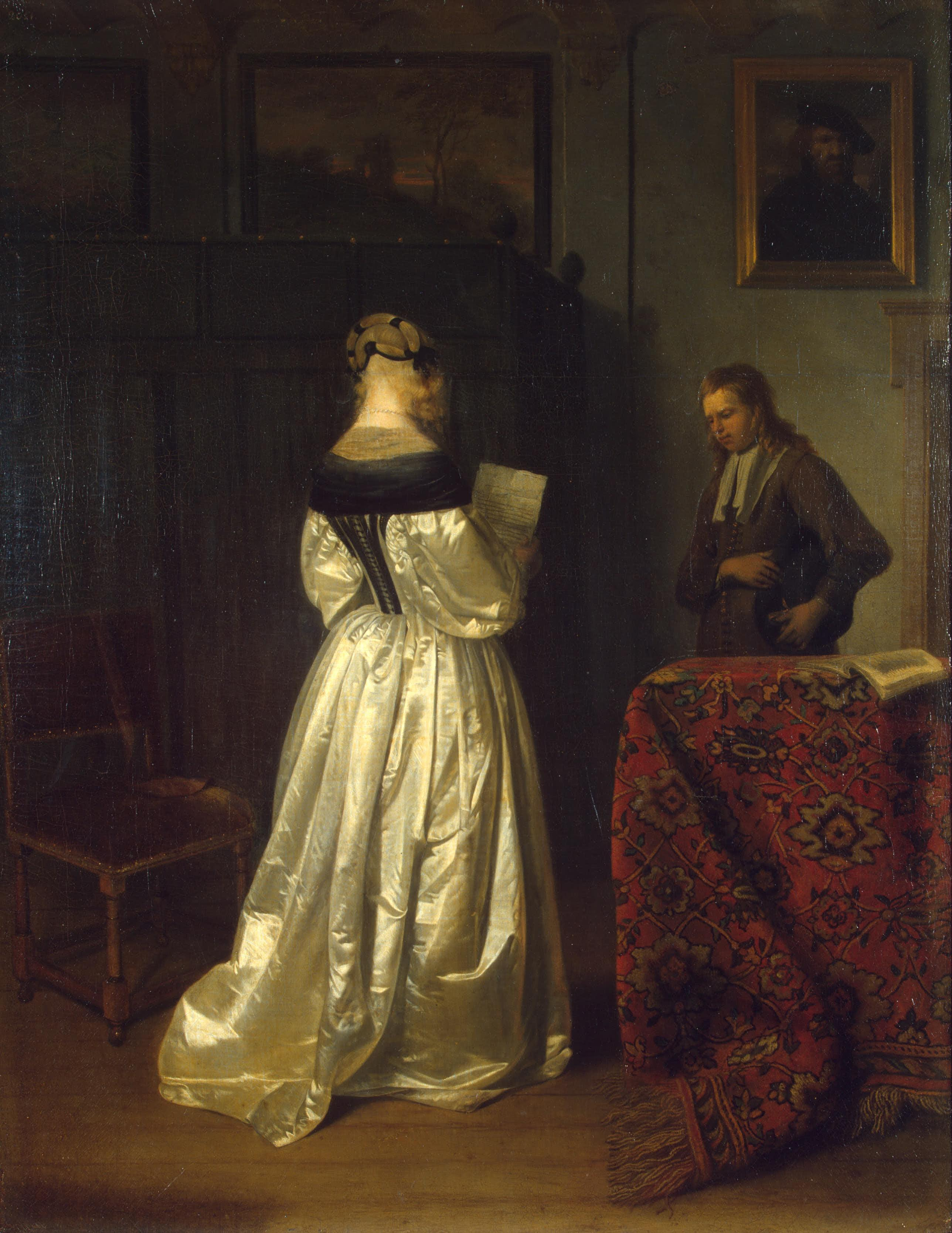
Герард Терборх. Дама, читающая письмо, и паж. Эрмитаж. Санкт-Петербург

Дама в богатом наряде на картине может быть проституткой, безупречной женой или влюблённой девушкой — всё зависит от того, какими подсказками, то есть бытовыми предметами, раскрывающими суть происходящего, окружает её художник, кто находится рядом с главной героиней. Одному и тому же персонажу (в данном случае это женщина в красивом платье) достаются разные роли. Так, стоящий рядом с девушкой паж и листок бумаги в её руках указывали бы на получение любовного письма. «Галантная беседа» — один из наиболее ярких примеров того, как меняется содержание картины в зависимости от предметной среды. Однако даже при наличии предметов-подсказок социальное положение девушки до конца неясно. Женщина — постоянный центральный персонаж жанровых сцен Терборха. Безупречная осанка главной героини картины, высокая шея и покатые плечи соответствуют идеалу женской красоты эпохи. Скрупулёзно выписанное атласное платье, словно светящееся в темноте, создаёт ощущение подлинной жизни. Она держится в рамках приличия, и это явное указание на то, что она не простая проститутка. Красивое платье девушки и внимание, которое она уделяет своей внешности, о чём свидетельствуют предметы на столе, могли быть как средством привлечения клиента, так и, в равной степени, мужа. Двусмысленность ситуации является следствием отхода Терборха от традиционной иконографии, сложившейся в нидерландской живописи в XVII веке, он не оправдывает ожиданий зрителя и предлагает ему загадку вместо готового решения. Его жанровая сцена не может быть безусловно и однозначно отнесена ни к изображению весёлой компании, ни к изображению визита в бордель.
Если предположить, что тема картины — ухаживание, то роли между персонажами распределяются следующим образом: мужчина — поклонник девушки, женщина в чёрном — её компаньонка. Тогда исследователи объясняют изображение кровати как намёк на брак, а не предосудительную связь. То, как держится молодая девушка, её горделивая осанка и некоторая отчуждённость указывают на поведение, которое предписывалось молодым незамужним женщинам в соответствии с представлениями о хорошем тоне. В альбоме сестры художника Гезины, датируемом 1650-ми годами, на иллюстрациях к произведениям Петрарки, где речь идёт о жестокосердой возлюбленной, именно так нарисованы девушки, повернувшись спиной к зрителю. Вероятно, что современники могли истолковать эту картину в подобном духе — визит кавалера к предмету своей страсти. Обращаясь к девушке, будто погружённой в свои думы, он смотрит на неё и в буквальном, и в переносном смысле снизу вверх.

### Мужчина
Социальное положение мужчины не вызывает вопросов, неясна его роль в конкретной ситуации. Его развязная поза с одной ногой, положенной на другую, считалась недопустимой в обществе. Модель таким образом могла изображаться в камерном, неформальном портрете. Так, у Франса Халса («Портрет Виллема ван Хейтузена») эта непринуждённая поза вкупе с предметами на письменном столе и уединением персонажа в рабочем кабинете говорит об отдыхе, созерцании, размышлении. Более того, портрет висел в той части дома Хейтузена, которая не была предназначена для гостей. Мужчина, сидящий со скрещёнными ногами, — это также один из традиционных персонажей веселящейся компании (см., например, у Дирка Халса и Виллема Бёйтевеха). Исследователи находят в изображении пирующих нарядно одетых молодых людей отсылки к теме любви и эротики, здесь пересекаются две сферы жизни: и частная, и общественная. Человек со скрещёнными ногами может означать непринуждённость и лёгкость восприятия окружающего мира, свойственные представителям «золотой молодёжи», художники здесь балансируют на грани приличия, но не пересекают её. Некоторое количество исследователей склонно рассматривать изображения пирующих компаний в нидерландской живописи как иносказательное осуждение суетности, однако данная точка зрения не получила широкой поддержки. У Терборха кавалер в этой позе изображён не среди пирующих мужчин или у себя дома, а в помещении, которое трактуется, по его обстановке и предметам, находящимся в нём, как «женская территория», и в этом чувствуется некий вызов, диссонанс, особенно рядом с двумя женщинами. Его взгляд направлен на девушку, но, судя по всему, он остаётся без ответа. Здесь мужская фигура воспринимается как «вопиющее нарушение приличий» и не соответствует ситуации «благородного ухаживания».
Исследователи, придерживающиеся версии, что в данном случае изображена сцена в доме свидания, основывают свои доказательства в том числе на расположении персонажей в группе. Также предполагалось, что в поднятой руке кавалер мог держать монету, и это обстоятельство однозначно трактовалось как указание на публичный дом. По крайней мере, так считалось в отношении авторского повторения картины из Берлина. Э. Плич (1944) первый поднял тему об изображении монеты в амстердамской версии. Видимо, он был знаком с рассуждениями Дроста (1926) в отношении истолкования берлинского варианта — последний был уверен, что Терборх написал сцену в борделе. Именно по предложению Дроста в каталог Берлинской галереи было внесено замечание о монете (Берлин, 1932; переиздание: Берлин, 1975). О монете упоминает и Гудлаугссон (1959—1960, каталог Берлинской галереи), при этом он добавил, что какой-то из владельцев картины распорядился убрать изображение монеты. За Гудлаугссоном эту гипотезу повторили Розенберг, Слайв и тер Куиле (1966) опять в отношении берлинской версии. В последнее время, начиная с публикации Бока (Берлинская галерея, 1998), считается, что монеты в руках кавалера не было изначально. Как отмечает Кеттеринг, у художника есть картина, характерная для более раннего периода нидерландской живописи. На ней представлен военный, протягивающий проститутке монеты (Le Gallant Militaire) — большего несоответствия по духу «Галантной беседе» трудно представить. Исследователи однозначно определяют интерьер, изображённый в Le Gallant Militaire, как интерьер борделя. Взаимодействие между женщиной и солдатом недвусмысленно коммерческое. Однако Терборх поднимается в этой бытовой зарисовке до настоящего сопереживания молодой куртизанке, находящейся в «затруднительном положении».
Берлинский вариант по-прежнему представляется как сцена в роскошном доме свиданий. Амстердамский вариант был исследован в Рейксмюсеуме, и следов изображения монеты, как и следов исправления живописного слоя вокруг руки мужчины, не было обнаружено. Нет следов изображения монеты и на берлинской картине, что было подтверждено в результате технологического исследования.
Исследователи находят, что тема «порока» более явственна в амстердамской версии: у офицерского стула слоняется большая, кажущаяся неухоженной собака. Изображения собак часто появляются в голландских бытовых сценах. Однако присутствие собаки, такой непохожей на маленьких собачек, более уместных в дамских покоях, вносит некоторое беспокойное настроение. Большой грязный пёс отвернулся от людей, он выглядит так, словно «обременён стыдом».
Сам формат диктует соответствующее восприятие: картина вытянута в ширину, поэтому офицер становится здесь центральной фигурой композиции. Он сидит рядом с дверью — возможно, это намёк на то, что он незваный гость. Закинув ногу на ногу, он выставляет напоказ ботинок, символизируя вторжение чуждого в женский мир. Всё это, а также то, что он военный, придаёт всей сцене ощущение «восхитительно щекочущего риска». Берлинский вариант картины по формату более вытянут в высоту, и здесь внимание наблюдателя фокусируется на фигуре дамы, акценты расставлены по-другому: её сдержанность и деликатность усиливают «положительные ассоциации». Однако, несмотря на различия, обе версии не дают окончательного ответа и побуждают снова и снова возвращаться к разгадке этой сцены.

### Женщина, пьющая вино

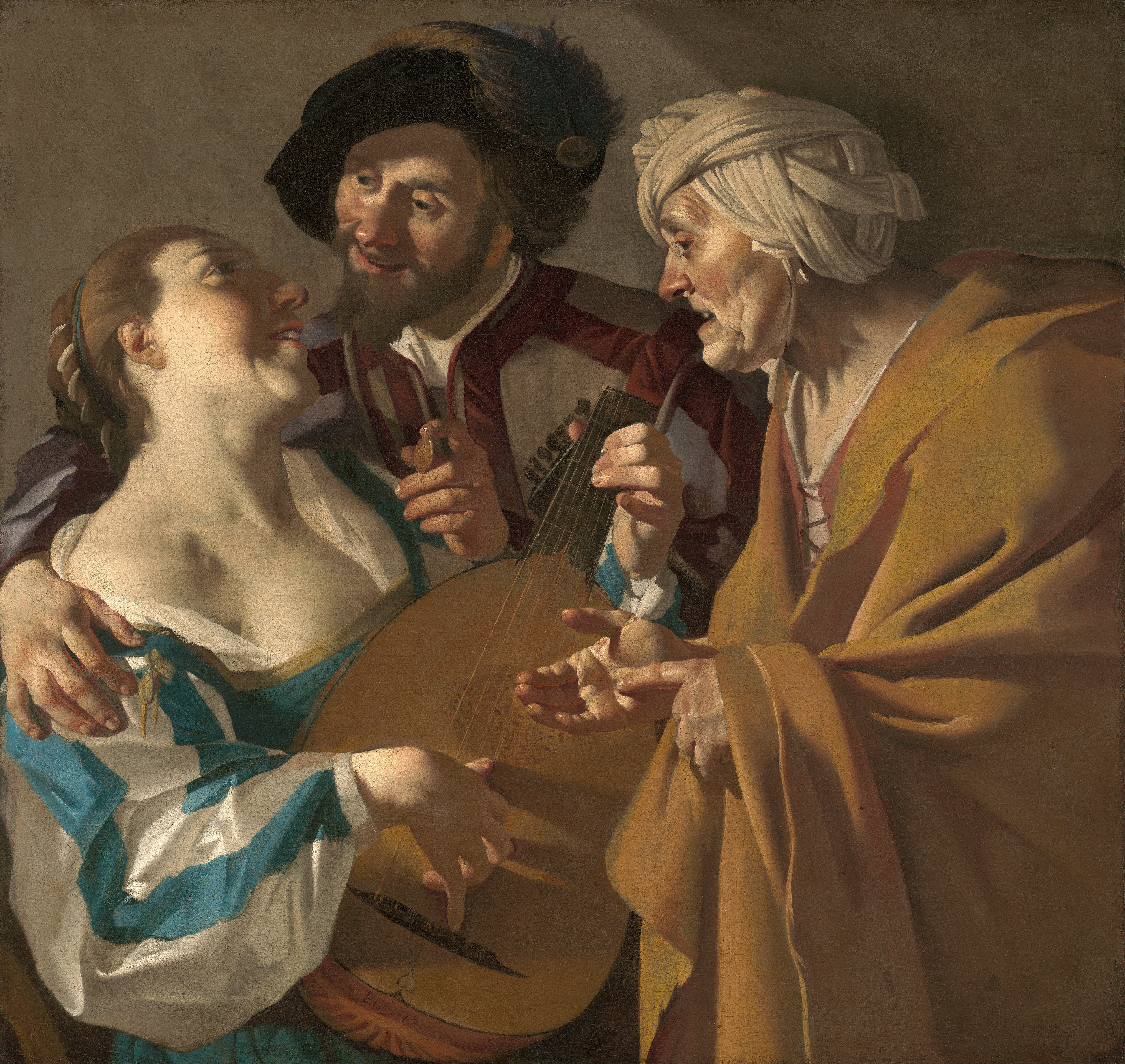
Дирк ван Бабюрен. Сводня. Музей изящных искусств, Бостон

В связи с третьим персонажем — женщиной, пьющей вино, — также проявляется неоднозначность в интерпретации её роли. Она может быть как сводней (в публичных домах Нидерландов сводни были немногим старше проституток, однако традиционно изображались пожилыми женщинами), так и матерью девушки. Две женщины и один мужчина у «малых голландцев» — традиционный состав компании для сцены у сводни, как, например, в бостонской «Сводне» Дирка ван Бабюрена или «Сводне» Геррита ван Хонтхорста. Это единственный персонаж, с которым можно связать тему борделя, однако ничто не указывает на то, что она сводня. Женщина не ведёт с потенциальным клиентом торг, она вообще не взаимодействует с окружающими — опустив глаза, она отпивает вино из бокала, при этом деликатно держит его за ножку, соблюдая требования этикета. Однако наблюдатель не может сказать с уверенностью ни то, что эта женщина служит препятствием для офицера и девушки, ни то, что она, наоборот, содействует их связи.

## Терборх как мастер изображения тканей
Терборх широко известен тем, что посредством живописных приёмов прекрасно умел передавать все нюансы тканей, особенно атласных. Уже современники восторгались его мастерством в изображении различных фактур. Вершины в собственной манере письма тканей он достиг в 1650-х годах. Исследователи до сих пор не могут разгадать секрет этого умения художника. Технический анализ его картин показывает, что Терборх работал лёгкими мазками, смешивая их на живописной поверхности и тонко моделируя объёмы. Слои краски настолько тонки, что бывали случаи их утраты при реставрационной чистке картины. Свободно писать таким образом можно было только имея за плечами годы упражнений, базируясь на доскональном изучении структуры и пластики материала. Это предполагает создание множества штудий с натуры, но ни рисунков, ни эскизов, исполненных красками, не сохранилось. Возможно, что навыки изображения материалов Терборх перенял ещё у своего отца, Герарда Терборха Старшего, учившего живописи всех своих детей. Тем не менее подготовительные рисунки у Терборха были, так как известны его разные картины, где персонажи изображены в одинаковых платьях с совершенно идентичными складками. Авторские повторения «Галантной беседы»/«Отеческого наставления», «Бокала лимонада», картин с музыкальными сценами («Музыкальная вечеринка» из Художественного музея Цинциннати и «Урок музыки» из Толидо) отличаются точным воспроизведением складок дамских платьев, то же самое наблюдается и в копии картины, исполненной Нетшером. Весьма вероятно, что и художник и его ученик переносили на грунтованный холст рисунок, в который было вложено много труда, способом, описанным ещё Джорджо Вазари за век до него. Из северян об этом способе первый сообщал Карел ван Мандер в 1604 году. Между рисунком-образцом и холстом прокладывалась копировальная бумага красящей стороной к холсту, линии рисунка переводились продавливанием.
Практика повторного использования удачных композиционных построений и отдельных мотивов — плодов долгого и упорного поиска удачного решения — в новых комбинациях и сочетаниях была распространена среди художников Нидерландов, начиная с мастеров «весёлых компаний» Дирка Халса, Виллема Дёйстера и Питера Кодде, у последнего учился и много перенял Терборх. Подобные рисунки были инструментами художника наравне с кистями и красками и становились даже предметом торговли. В пределах одной мастерской их использовал либо сам глава предприятия, либо его ученики и помощники.
Проблема передачи тени, бликов, рефлексов, игры светотени на материале весьма занимала нидерландских художников Золотого века. О технике изображения белого атла́са писал Виллем Бёрс в 1692 году. Как он указывает, краски для этого смешиваются так, как если бы художник собирался написать снег, однако необходимо «больше блеска», как у раковины белого гребешка. В местах, освещённых солнцем, кладётся краска чистая и тёплая. Нежность складкам атла́са придаёт небольшое количество ультрамарина или смальты (минеральной синей краски). В тенях ткань должна выглядеть как будто светящейся. Рефлексы прописываются слегка светлее тени, смесью белой и чёрной краски с добавлением светлой охры и небольшого количества киновари. Врач Теодор де Майерн подробно рассказывает, как написать красные драпировки, простую чёрную ткань, жёлтый и белый шелка, чёрный бархат и другой текстиль.
Исследователи отмечают, что Терборх не писал модель-женщину в платье. Он рисовал платье, надетое на манекен, таким образом складки ткани сохраняли своё первоначальное положение от сеанса к сеансу до конца работы. Возможно, для придания ткани жёсткости атла́с подвергался накрахмаливанию. Это «непрямая живопись», «аналитический способ» письма. Краски наносились послойно, каждому слою давалось время, чтобы высохнуть. Цвета прокладывались в определённом порядке: первым шёл так называемый «мёртвый цвет» (нидерл. dood werwe), ровный средний тон, выполнявшийся недорогой краской, им покрывалась вся область, ограниченная внешними контурами платья. Затем художник постепенно прописывал тёмной краской тени и светлый свет, создавая основные тени, падающие тени, отражённый свет (рефлексы), блики. Техническое исследование показало, что Терборх выполнял рекомендации, закреплённые в письменных источниках того времени. В результате изучения снимка поперечного разреза области блика на платье с картины в ультрафиолетовых лучах в 360-кратном увеличении исследователи выявили следующие красочные слои (снизу вверх): 1) кварцевый грунт цвета охры (следы); 2) «мёртвый цвет»: свинцовые белила, ализариновый красный, ламповая сажа; 3) свинцовые белила, виноградная чёрная; 4) свинцовые белила, виноградная чёрная и жёлтая охра; 5) высветляющий слой из свинцовых белил с небольшим количеством ламповой сажи; 6) высветляющий слой чистыми свинцовыми белилами.
В конечном счёте, изображая материальное, художник наделял его «наибольшей содержательностью». В «Галантной беседе» Терборх пишет атла́с с металлическим блеском, увеличивая эффект отражённого света. Небольшие заломы, неровности ткани на платье усиливают впечатление блеска. Ткань принимает и отражает цвет своего окружения: жёлтый от пола, красный от обивки табурета и бархатной скатерти.

## Выставки
Картина из Рейксмюсеума экспонировалась в Риме (1928), Брюсселе и Антверпене (1946). В связи с выставкой картин Терборха (в их числе была и «Галантная беседа») в 1974 году, прошедшей в Гааге и Мюнстере, в издании Spiegel Kultur отмечалось, что «впервые» эта живопись предстаёт не «безобидным реализмом» — в каталоге давались объяснения отсылкам, подчас «легкомысленным», на современную художнику аллегорическую литературу. Также «Галантная беседа» экспонировалась в Оберлине (2000), Копенгагене и Амстердаме (2001). Берлинская картина была на выставке в Нью-Йорке, Вашингтоне и Чикаго в 1948 году.
Две авторские версии «Галантной беседы» вместе с ещё тремя повторениями мотивов этой картины экспонировались на выставке в Дрезденской и Берлинской картинных галереях, проходившей с 17 октября 2019 года по 29 февраля 2020 года. Пять картин из Рейксмюсеума, Государственного музея (Берлин), Картинной галереи Дрездена и двух частных коллекций (авторские повторения и изображения отдельных персонажей «Галантной беседы») дали возможность сопоставить во всех нюансах блестящую технику художника, поразительный реализм и внимание к самым мелким деталям. На выставке в новом свете раскрывался и сюжет «Отеческого наставления»/«Галантной беседы». Зрители смогли также узнать больше о работе мастерской Терборха и его маркетинговой политике.